# 大村眞利枝
大村 眞利枝（おおむら まりえ、1953年9月21日 - ）は、広島県出身の日本の女優。かつては希楽星に所属していた。身長163 cm。体重58 kg。血液型はO型。

## 人物
ノートルダム清心中学校・高等学校卒業。
新演劇人マールイを経て1975年にデビュー。デビュー作は「特別機動捜査隊」。
特技は狂言。趣味は古本市めぐり。

## 出演

### 映画
- 「2LDK」（2003年10月4日）
- 「手紙」（2003年10月11日）

### テレビドラマ
- 「特別機動捜査隊」第767話（1976年7月28日、テレビ朝日） - 哲子 役
- 「非情のライセンス 第2シリーズ」第106話（1976年11月18日、テレビ朝日） - お手伝い 役
- 「太陽にほえろ!」第276話（1977年11月11日、日本テレビ）
- 「白い巨塔」第9話（1978年7月29日、テレビ朝日）
- 「遙かなり マイ・ラブ−娘たちの戦後−」（1981年8月24日、TBS）
- ドラマチック22「悪魔をやっつけろ!」（1990年1月6日、TBS）
- 「腕におぼえあり」最終話（1992年6月26日、NHK）
- 「君のためにできること」第6話（1992年8月10日、フジテレビ）
- 「振り返れば奴がいる」第8話（1993年3月3日、フジテレビ）
- 「並木家の人々」第10話（1993年3月18日、フジテレビ）
- 「ツインズ教師」第5話（1993年5月10日、テレビ朝日）
- 「じゃじゃ馬ならし」第8話（1993年8月23日、フジテレビ）
- 「霧の向こう側」（1993年10月11日 - 11月19日、フジテレビ）
- 「同窓会」（1993年10月20日 - 12月22日、日本テレビ）
- 「白鳥麗子でございます! 第2シリーズ」第3話（1993年10月30日、フジテレビ）
- 「赤い迷宮」第33話（1993年12月15日、TBS）
- 「はやぶさ新八御用帳」（1994年2月4日、NHK）
- 「否認」後編（1994年4月23日、NHK）
- 金曜エンタテイメント（フジテレビ）
  - 「名探偵 明智小五郎」第1作（1994年12月9日）
  - 「寿司、食いねェ! 冬の京都・出張握で夫婦大ピンチ!!江戸前寿司は…」（1997年1月31日）
  - 「16週」（2002年3月8日）
- 「揺れる想い」第2話（1995年1月20日、TBS）
- 大河ドラマ（NHK）
  - 「八代将軍吉宗」第23話（1995年6月11日） - 中臈 役
  - 「秀吉」第1話・第5話・第40話 - 第42話（1996年1月7日・2月4日・10月13日 - 11月3日）
  - 「徳川慶喜」第10話（1998年3月8日） - 老女 役
  - 「武蔵 MUSASHI」第42話・第47話（2003年10月19日・11月23日）
- 「魔の季節」第1話（1995年4月13日、TBS）
- 「ひとりにしないで」（1995年7月6日 - 9月21日、フジテレビ）
- 「夏の一族」（1995年9月16日 - 9月30日、NHK）
- 「その灯は消さない」（1996年1月4日 - 3月29日、フジテレビ
- 「真夏の薔薇」（1996年7月1日 - 9月27日、フジテレビ）
- 「愛がほしい」（1996年9月30日 - 11月29日、TBS）
- 「Dear ウーマン」（1996年10月13日 - 12月22日、TBS）
- 「外科医柊又三郎 第2シリーズ」（1996年10月17日 - 12月19日、テレビ朝日）
- 「棘・おんなの遺言状」（1997年4月2日 - 5月7日、NHK）
- 「海峡」（1997年4月6日 - 4月27日、NHK BS2）
- 「シングルス」第3話・第8話・最終話（1997年10月28日・12月2日・12月16日、フジテレビ）
- 「町」（1997年11月28日、フジテレビ）
- 「聖者の行進」第8話（1998年3月6日、TBS）
- 「39歳の秋」（1998年8月31日 - 10月23日、TBS）
- 「走れ公務員!」第3話（1998年10月27日、フジテレビ）
- 「ボーダー 犯罪心理捜査ファイル」（1999年1月11日 - 3月8日、日本テレビ）
- 「ナオミ」第6話（1999年5月19日、フジテレビ）
- 「しくじり鏡三郎」第17話（1999年7月23日、NHK）
- 「ほんとにあった怖い話『夏の訪問者』」（1999年8月27日、フジテレビ）
- 「恋愛詐欺師」（1999年10月21日 - 12月23日、テレビ朝日）
- 「ショカツ」第1話（2000年4月11日、フジテレビ）
- 火曜サスペンス劇場「外科医有森冴子」（2000年10月3日、日本テレビ）
- 「世界で一番熱い夏」第1話（2001年7月6日、TBS）
- 「ラブ&ファイト」第22話・第26話（2001年10月2日・10月8日、TBS）
- 木曜洋画劇場「開幕ベルは華やかに」（2002年1月3日、テレビ東京）
- 月曜ミステリー劇場（TBS）
  - 「十津川警部シリーズ」第24作（2002年1月7日） - お手伝い 役[3]
  - 「浅見光彦シリーズ」第17作（2002年9月23日） - 事務員 役
- 「ごくせん 第1シリーズ」第3話（2002年5月1日、日本テレビ）
- 「あなたの人生お運びします!」第1話（2003年4月10日、TBS）
- 「伝説のマダム」第9話（2003年6月9日、日本テレビ）
- 「高原へいらっしゃい」第6話（2003年8月7日、TBS）
- 「トキオ 父への伝言」第4話（2004年9月2日、NHK）
- 「Deep Love 〜ホスト〜」最終話（2005年3月18日、テレビ東京）
- 「おいしいプロポーズ」第6話（2006年5月28日、TBS）
- 「怪談新耳袋 第5シリーズ」（2006年7月5日、BS-TBS）
- 「CAとお呼びっ!」最終話（2006年9月13日、日本テレビ）
- 「僕の歩く道」第8話（2006年11月28日、フジテレビ）
- 「花嫁のれん」第11話（2010年11月15日、フジテレビ）
- 連続テレビ小説「まれ」第124話・第126話（2015年8月20日・8月22日、NHK） - 客 役

### その他
- 「あしたへジャンプ」（1994年 - 1995年、NHK教育テレビジョン） - 桂木光子 役

### 舞台
- 「雪国」
- 「女の戦い」

## 方言指導
- 「海峡」（1997年4月6日 - 4月27日、NHK BS2）
- 「広島 昭和20年8月6日」（2005年8月29日、TBS）
- 「負けて、勝つ 〜戦後を創った男・吉田茂〜」第4話（2012年9月29日、NHK） - 広島ことば指導